# جان کی. اسمیت
جان کی. اسمیت (انگلیسی: John K. Smith; – ۱ ژانویهٔ ۱۸۴۵) کارآفرین اهل ایالات متحده آمریکا بود، که در سال ۱۹۸۹ شرکت اسمیت، کلاین اند فرنچ را تأسیس کرد.